# Horažďovice
Horažďovice é uma cidade checa localizada na região de Plzeň, distrito de Klatovy.